# ブラック・アンド・ホワイト・ナイト
『ブラック・アンド・ホワイト・ナイト』（Black & White Night）は、 ロイ・オービソンのライブ・アルバム。1987年9月30日に録音され、オービソンの死後の1989年に発表された。発表当時はA Black and White Night Live（日本語タイトルは『ア・ブラック・アンド・ホワイト・ナイト・ライブ』）というタイトルで16曲入りだったが、1999年にオービソン・レコードから発売されたリマスター盤は、タイトルおよびジャケット・デザインが変更された上、「クローデット」を追加収録して曲順も変更された。

## 解説
アンバサダーホテル内にあるナイト・クラブ「ココナッツ・グローヴ」において、オービソンを敬愛するゲスト・ミュージシャン達や、エルヴィス・プレスリーのバック・バンドで活動していたプレイヤー達を従えて行われたライヴ演奏を収録。歌手のレナード・コーエンやビリー・アイドル、俳優のデニス・クエイドやハリー・ディーン・スタントン等が、観客としてこのライヴを体験したという。
このライヴの模様は、1988年1月にCinemaxによってケーブルテレビ放送され、その後ビデオ化された。そして1989年に本作が発表された。
この日に演奏された「コメディアンズ」と「（オール・アイ・キャン・ドゥ・イズ）ドリーム・ユー」は、1988年にスタジオ・レコーディングされて、アルバム『ミステリー・ガール』（1989年）に収録された。

## 収録曲
リマスター盤に準拠。
1. オンリー・ザ・ロンリー "Only the Lonely" (Roy Orbison, Joe Nelson) – 2:59
2. ドリーム・ベイビー "Dream Baby (How Long Must I Dream)" (Cindy Walker) – 3:57
3. ブルー・バイユー "Blue Bayou" (R. Orbison, J. Nelson) – 3:16
4. コメディアンズ "The Comedians" (Elvis Costello) – 3:30
5. ウービー・ドゥービー "Ooby Dooby" (Wade Moore, Dick Penner) – 4:08
6. リア "Leah" (R. Orbison) – 3:07
7. ランニング・スケアード "Running Scared" (R. Orbison, J. Nelson) – 2:30
8. アップタウン "Uptown" (R. Orbison, J. Nelson) – 3:22
9. イン・ドリームズ "In Dreams" (R. Orbison) – 3:16
10. クライング "Crying" (R. Orbison, J. Nelson) – 3:14
11. キャンディ・マン "Candy Man" (Fred Neil, Beverly Ross) – 3:32
12. ゴー、ゴー、ゴー（ダウン・ザ・ライン） "Go, Go, Go (Down The Line)" (R. Orbison) – 5:28
13. ミーン・ウーマン・ブルース "Mean Woman Blues" (Claude DeMetruis) – 3:00
14. （オール・アイ・キャン・ドゥ・イズ）ドリーム・ユー "(All I Can Do Is) Dream You" (Billy Burnette, David Malloy) – 3:36
15. クローデット "Claudette" (R. Orbison) – 3:01
16. イッツ・オーヴァー "It's Over " (R. Orbison, Bill Dees) – 3:09
17. オー・プリティ・ウーマン "Oh Pretty Woman" (R. Orbison, B. Dees) – 6:35

## 参加ミュージシャン
- ロイ・オービソン - ボーカル、 ギター
- T-ボーン・バーネット - ギター
- ジェームズ・バートン - ギター
- ブルース・スプリングスティーン - ギター、ボーカル
- J.D.サウザー - ギター、ボーカル
- エルヴィス・コステロ - ギター、オルガン、ハーモニカ、ボーカル
- トム・ウェイツ - ギター、オルガン
- グレン・D・ハーディン - ピアノ
- マイク・アトレー - キーボード
- ジェリー・シェフ - ベース
- ロン・タット - ドラムス
- アレックス・アクーニャ - パーカッション
- ジャクソン・ブラウン - ボーカル
- k.d.ラング - ボーカル
- ボニー・レイット - ボーカル
- ジェニファー・ウォーンズ - ボーカル
- スティーヴン・ソウルズ - ボーカル
- シド・ペイジ - コンサートマスター
- エズラ・クリガー - ヴァイオリン
- パヴェル・ファルカス - ヴァイオリン
- ジンボ・ロス - ヴィオラ
- ピーター・ハッチ - ヴィオラ